# Experiment von Clément-Desormes

Schematischer Aufbau zur Bestimmung des Adiabatenkoeffizienten nach der Methode von Clément-Desormes

Der Versuch von Clément-Desormes ist ein physikalisches Experiment im Gebiet der Thermodynamik zur experimentellen Bestimmung des Adiabatenkoeffizienten, also des Verhältnisses {\displaystyle c_{p}/c_{v}} der Wärmekapazitäten von idealen Gasen bei konstantem Druck und konstantem Volumen. Es wurde 1819 von Nicolas Clément und Charles-Bernard Desormes durchgeführt.

## Experiment

Druck-Volumen-Diagramm des Clément-Desormes-Versuchs

Gegeben sei ein Druckbehälter mit dem Volumen {\displaystyle V}, welcher mit einer Vorrichtung zur Messung des Drucks ausgestattet ist.
Mithilfe einer Pumpe lässt sich im Behälter ein Druckunterschied
{\displaystyle \Delta p_{1}} gegenüber dem Umgebungsdruck {\displaystyle p_{0}} erzeugen. Nach genügend Zeit stellt sich ein thermisches Gleichgewicht ein, die Temperatur {\displaystyle T} im Innern des Druckbehälters entspricht der Umgebungstemperatur {\displaystyle T_{0}}. Nun wird für kurze Zeit ein Ventil geöffnet, sodass ein Druckausgleich mit der Umgebung stattfindet. Das stellt eine adiabatische Zustandsänderung des Gases
{\displaystyle (p_{0}+\Delta p_{1},T_{0})\rightarrow (p_{0},T_{1})} dar. Daraufhin wird das Ventil wieder geschlossen und es lässt sich nun eine isochore Druckänderung um {\displaystyle \Delta p_{2}} beobachten, bis die Temperatur wieder {\displaystyle T_{0}} beträgt.
Der Adiabatenkoeffizient lässt sich nun mithilfe der Gleichungen für adiabatische und isotherme Zustandsänderungen
unter der Annahme, dass {\displaystyle \Delta p_{1}\ll p_{0}} und {\displaystyle \Delta p_{2}\ll p_{0}}, näherungsweise bestimmen mit
{\displaystyle \gamma \approx {\frac {\Delta p_{1}}{\Delta p_{1}-\Delta p_{2}}}}.